# Artur Segal
Artur Segal (hebr. ‏ארתור סגל‎, ur. 1946)  – izraelski archeolog, nauczyciel akademicki na Uniwersytecie w Hajfie.

## Życiorys
W 1964 roku ukończył II Liceum Ogólnokształcące im. Stefana Batorego w Warszawie. W 1965 roku wyemigrował do Izraela. W 1968 roku ukończył studia na wydziale archeologii i historii na Uniwersytecie Hebrajskim w Jerozolimie. W 1975 roku na tej samej uczelni uzyskał stopień doktora. Następnie odbył staż podoktorski na Uniwersytecie Londyńskim.
W latach 1977–1983 wykładał archeologię na Uniwersytecie Ben Guriona w Beer Szewie. Od 1983 roku jest profesorem archeologii klasycznej na Uniwersytecie w Hajfie. W latach 1986–1989 był kierownikiem katedry archeologii na tym uniwersytecie. W latach 1993–1994 był członkiem komitetu archeologii Izraelskiej Akademii Nauk. W 1999 roku uzyskał tytuł profesora. W latach 1999–2002 był kierownikiem instytutu archeologii.